# Parafia św. Jana Chrzciciela w Łęgonicach
Parafia Świętego Jana Chrzciciela – parafia rzymskokatolicka należąca do dekanatu Nowe Miasto nad Pilicą diecezji łowickiej. Erygowana w 1521 roku. Mieści się przy ulicy Kościelnej. Duszpasterstwo w niej prowadzą księża diecezjalni.
Zabytkowy kościół parafialny pochodzi z XVIII wieku. Jest to świątynia drewniana, orientowana, przykryta dwuspadowym dachem.